# Arisztarkhosz (tragédiaköltő)
Arisztarkhosz (i. e. 5. század) görög tragédiaköltő
Tegeából származott, Euripidész kortársa volt. A Szuda-lexikon tanúsága szerint több, mint száz évet élt, 70 tragédiát írt és két ízben aratott győzelmet a drámaversenyeken. A tragédia műfajának fejlesztésében is szerzett bizonyos érdemeket. „Achilleus” című drámáját Ennius dolgozta fel s állította színpadra Rómában.